# كورديلة رأس الرجاء
كورديلة رأس الرجاء (الاسم العلمي:Cordylus cordylus) (بالإنجليزية: Cape girdled lizard)‏ هي نوع من الحيوانات تتبع جنس الكورديلة من فصيلة الكورديلات.